# Paulo Goulart (futebolista)
Paulo Anchieta Goulart Filho, mais conhecido como Paulo Goulart (Muriaé, 11 de março de 1955 — Muriaé, 15 de setembro de 2023), foi um futebolista brasileiro que atuou como goleiro.
Exímio pegador de pênaltis, ele foi considerado o maior "pegador" de pênaltis da histórica do clube Fluminense. Por conta dessa fama, ele participou de uma esquete do programa Os Trapalhões, onde a trupe apostava 10 mil cruzeiros em quem faria um gol de pênalti nele.

## Carreira
Atuou pelo Fluminense entre 1976 e 1985, tendo sido campeão brasileiro pela equipe carioca em 1984. Defendeu as cores deste clube carioca em 137 jogos, dos quais em 58 não sofreu gols. Ao todo, ele sofreu 132 gols defendo as cores do tricolor carioca. Além desse número impressionante, ele é considerado o maior "pegador" de pênaltis da histórica do clube. Entre as defesas feitas nessa situação, Paulo Goulart conseguiu evitar gols de Zico, Roberto Dinamite, Nelinho, entre outros.
Após sair do Fluminense, em 1985, defendeu ainda Ceará, Paysandu, Criciúma, Olaria e Porto Alegre de Itaperuna-RJ, equipe pela qual encerrou sua carreira, em 1988.

## Morte
Morreu em 15 de setembro de 2023, aos 68 anos, vítima de um infarto. Era advogado e trabalhava em uma empresa de seguros.

## Títulos
Fluminense
- Taça Guanabara: 1983
- Taça Eficiência: 1984
- Campeonato Carioca: 1980, 1983, 1984
- Torneio de Seul: 1984
- Campeonato Brasileiro: 1984